# Afrobeat
Afrobeat is een combinatie van jazz, Yorubaanse muziek (Nigeriaanse drummuziek), funk en highlife (West-Afrikaans muziekgenre).

## Achtergrond
Afrobeat werd vooral populair vanuit Afrika in de jaren zeventig. De belangrijkste vormgever en muzikant van dit genre was de Nigeriaanse drummer Tony Allen, die vanaf 1964 speelde bij bandleider Fela Kuti. Enkele kenmerken van afrobeat zijn:
- bands met grote bezettingen; Fela Kuti's band Egypt 80 bestond uit 80 muzikanten, zangers en dansers
- up-tempo, energetische percussie
- relatief eenvoudige thema's die vaak herhaald worden
- improvisatie
- combinatie van muzikale genres en stijlen

## Invloed
Afrobeat vormde en vormt een inspiratiebron voor vele muzikanten, waaronder David Byrne die met Talking Heads in 1980 het album Remain in Light uitbracht. Verder zijn er wereldwijd bands opgericht die het genre en het repertoire van Fela Kuti levend houden. De Amsterdamse formatie Jungle by Night werd bij het debuut in 2010 als "toekomst van de afrobeat" onthaald, zij het dat hun instrumentale repertoire zich tot een veelzijdiger geluid ontwikkelde. In 2011 kwam er een Broadway-musical over het leven van Kuti. 